# Михеев, Виктор Илларионович
Ви́ктор Илларио́нович Михе́ев (1918—1943) — участник Великой Отечественной войны, командир звена 897-го истребительного авиационного полка (288-я истребительная авиационная дивизия, 17-я воздушная армия, Юго-Западный фронт), лейтенант.

## Биография
Родился 5 октября 1918 года в деревне Приволье (ныне — Иссинского района Пензенской области). Русский.
Окончил 7 классов и школу ФЗУ. Работал помощником машиниста в г. Рузаевка, одновременно занимался в парашютном кружке. В 1938 году вступил в комсомол.
Окончил 14-ю Энгельсскую военную авиационную школу лётчиков. Служил младшим лётчиком в 162-м резервном авиационном полку, затем командиром звена в 13-м запасном авиационном полку.
На фронтах Великой Отечественной войны с 25 октября 1942 года. Командир звена 897-го истребительного авиационного полка кандидат в члены ВКП(б) лейтенант Виктор Михеев 25 декабря 1942 года вылетел во главе четвёрки истребителей на прикрытие наземных войск. В районе города Каменск-Шахтинский Ростовской области вступил в бой с шестью бомбардировщиками Ju-88. Два из них подбил. Израсходовав все боеприпасы, третий уничтожил тараном. Приземлился на парашюте и на земле взял в плен экипаж сбитого «Юнкерса». Об этом подвиге рассказала газета 17-й воздушной армии «Защитник Отечества».
Впоследствии стал заместителем командира эскадрильи того же полка.
Умер от ран 23 сентября 1943 года.

## Награды
- Награждён орденами Красного Знамени и Красной Звезды.